# Пол Верговен
Пол Верговен, або Паул Вергувен (нід. Paul Verhoeven, МФА: [ˈpʌu̯l vər'ɦuvə(n)]; 18 липня 1938, Амстердам, Нідерланди) — нідерландський і американський кінорежисер.

## Творча біографія
Пол Верговен народився 18 липня 1938 року в Амстердамі. У 1960 році закінчив університет Лейдена, де вивчав математику і фізику. Під час навчання відвідував курси Нідерландської Академії Кіно (Dutch Film Academy), знімав пропагандистські фільми для морської піхоти Нідерландів. У 1960-ті роки, після переходу на телебачення, він знімає документальні та ігрові короткометражні фільми. 1969 року молодий режисер знайомиться з Рутгером Хауером — актором, який на кілька років стає його візитною карткою. Актор запав у душу Верговена тим, як легко і вільно він тримався перед камерою. Разом вони роблять телесеріал про пригоди середньовічного лицаря Флориса («Floris»).

### Фільми в Нідерландах
Першим повнометражним фільмом Верговена стала весела трагікомедія « Справа є справа» (1971) про двох амстердамських повій. Вже з другої картини « Турецькі солодощі» (1973) з Рутгером Хауером у головній ролі режисера «записали» у список скандалістів, що витягають вади сучасного суспільства, які описують його шокуючу дійсність.
1977 року зняв фільм про Другу світову війну в Нідерландах — «Помаранчевий солдат» (у головній ролі — Рутгер Гауер). Екранізував роман відомого нідерландського письменника Герарда Реве «Четвертий чоловік» (1983).
Його перший англомовний історичний фільм «Плоть і кров» (1985) про уражену чумою Фландрію XVI століття, представлену очима найманця у виконанні того самого Хауера, стала останньою роботою режисера так званого «нідерландського періоду».

### Фільми в США
У середині 1980-х років режисер переїздить у США. Оселившись у США, режисер починає знімати комерційні блокбастери. Його фільми «Робот-поліцейський», «Згадати все» (у головній ролі — Арнольд Шварценеггер, за оповіданням Філіпа К. Діка) користувалися значним комерційним успіхом. 1992 року на екрани виходить картина, яка стала своєрідним каноном в кінематографі. Мова йде про легендарний еротичний трилер «Основний інстинкт» з Майклом Дугласом і Шерон Стоун у головних ролях.
Після провалу в прокаті його картини «Шоугерлз» (1995), Верговен знову звертається до фантастики. 1997 року з'являється екранізація знаменитого роману Роберта Гайнлайна — фільм «Зоряний десант», розкритикований критиками за зайвий мілітаризм, але прийнятий публікою завдяки його видовищності. 2000 року вийшов на екрани фільм «Невидимка» — сюжет про трагедію вченого, який стає невидимим.
2006 року виходить знятий в Нідерландах фільм «Чорна книга», дія якого розгортається під час останніх місяців Другої світової війни. Головна героїня стрічки — співачка єврейського походження Рахіль Штайн, несподівано для себе опинилася в центрі антинацистського Опору. «Чорна книга» стає абсолютним рекордсменом за касовими зборами в Нідерландах і отримує три вищі національні кінонагороди «Золоте теля», в тому числі в номінаціях «найкращий фільм» і «найкращий режисер».
Верговен має намір взяти участь в роботі над ще одним фільмом, присвяченим історії Другої світової війни. В основу фільму буде покладена книга Гі Зайера «Забутий солдат».
Також Пол Верговен придбав права на екранізацію твору російського письменника Бориса Акуніна «Азазель». У зйомках фільму повинна брати участь Міла Йовович.

## Фільмографія

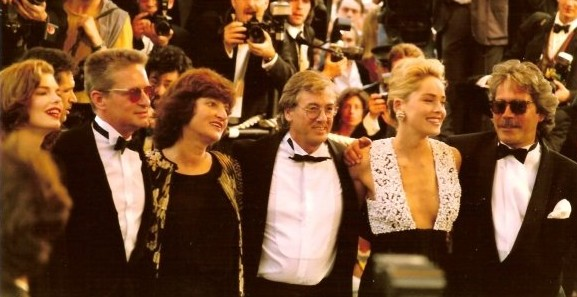
Презентація стрічки «Основний інстинкт» на Каннському кінофестивалі 1992 року. Зліва направо: Джінн Тріпплхорн, Майкл Дуглас, Мартін Турс (дружина Верговена), Пол Верговен, Шерон Стоун і Маріо Кассар

- 1971 — «Справа є справа» / Wat zien ik
- 1973 — «Рахат-Лукум» / Turks fruit
- 1975 — «Кіті-вертихвістка» / Keetje Tippel
- 1977 — «Помаранчевий солдат» / Soldaat van Oranje
- 1980 — «Лихачі» / Spetters
- 1983 — «Четвертий чоловік» / De Vierde Man
- 1985 — «Плоть і кров» / Flesh & Blood
- 1987 — «Робот-поліцейський» / RoboCop
- 1990 — «Згадати все» / Total Recall
- 1992 — «Основний інстинкт» / Basic Instinct
- 1995 — «Шоугерлз» / Showgirls
- 1997 — «Зоряний десант» / Starship Troopers
- 2000 — «Невидимка» / Hollow Man
- 2006 — «Чорна книга» / Zwartboek
- 2012 — «Досвід розваги» / Tricked
- 2016 — «Вона» / Elle
- 2021 — «Бенедетта» / Benedetta